# Équipe cycliste Ed' System-ZVVZ
L'équipe cycliste Ed' System ZVVZ est une formation australienne, puis tchèque de cyclisme professionnel sur route, active entre 1996 et 2005. Cette équipe ne participant pas au ProTour, elle prend part aux épreuves UCI du « Continental Tour ». Cette formation peut toutefois être invitée à courir quelques épreuves du ProTour.

## Histoire de l'équipe
L'équipe est fondée en 1996. Les principaux sponsors de l'équipe, initialement appelée Giant-Australian Institute of Sport, sont le fabricant de vélos taïwanais Giant et l'Australian Institute of Sport. Dans le cadre de la fusion avec l'équipe tchèque Husqvarna, l'équipe est rebaptisée ZVVZ-Giant-AIS en 1997. Le nouveau sponsor principal ZVVZ est un fabricant tchèque de systèmes de climatisation. Les directeurs sportifs de l'équipe sont l'entraîneur national australien Heiko Salzwedel, Brian Stephens et, en 1997, Jiri Zenisek. La fusion des deux équipes en 1997 permet d'étendre son profil international, permettant d'inclure des coureurs étrangers, tels que Jens Voigt, Jan Hruška et Tomáš Konečný. Par conséquent, le nom de l'équipe est changé en ZVVZ-Giant-AIS Cycling Team. La structure s'arrête à la fin de la saison 1997.
Certains coureurs et le directeur sportif Jiri Zenisek rejoignent la nouvelle équipe tchèque ZVVZ-DLD avec l'aide de l'ancien sponsor principal ZVVZ.
Après avoir changé de sponsor, l'équipe s'appelle Wüstenrot-ZVVZ à partir de 1999 et Ed'System ZVVZ à partir de 2003. L'équipe participe aux circuits continentaux UCI en 2005 en tant qu'équipe continentale professionnelle, puis est dissoute à la fin de la saison.

## Saison 2005

### Effectif
| Coureur               | Date de naissance | Nationalité        | Équipe 2004 |
| --------------------- | ----------------- | ------------------ | ----------- |
| Petr Benčík           | 29.01.1976        | République tchèque |             |
| Roman Broniš          | 17.10.1976        | Slovaquie          |             |
| Andreas Dietziker     | 15.10.1982        | Suisse             |             |
| Michal Kadlec         | 27.11.1985        | République tchèque |             |
| Milan Kadlec          | 13.10.1974        | République tchèque |             |
| Marcel Klaus          | 06.10.1976        | Suisse             |             |
| David Kupka           | 12.10.1979        | République tchèque |             |
| Martin Mareš          | 23.01.1982        | République tchèque |             |
| Xavier Pache          | 08.07.1980        | Suisse             |             |
| Christian Pfannberger | 09.12.1979        | Autriche           |             |
| Michal Precechtel     | 24.10.1977        | République tchèque |             |
| Josef Soukup          | 24.09.1981        | République tchèque |             |
| Florian Stalder       | 13.09.1982        | Suisse             |             |
| Ján Svorada           | 28.08.1968        | République tchèque |             |
| Ján Valach            | 19.08.1973        | Slovaquie          |             |
| Jindrich Vana         | 12.07.1975        | République tchèque |             |
| Kamil Vrana           | 13.10.1979        | République tchèque |             |
| Pavel Zerzan          | 15.05.1978        | République tchèque |             |

### Victoires
| Date       | Course                                    | Pays  | Classe | Vainqueur    |
| ---------- | ----------------------------------------- | ----- | ------ | ------------ |
| 24/07/2005 | Classement général du Tour du lac Qinghai | Chine | 2.HC   | Martin Mareš |